# Primula ×pubescens
 (mai 2012).
Si vous disposez d'ouvrages ou d'articles de référence ou si vous connaissez des sites web de qualité traitant du thème abordé ici, merci de compléter l'article en donnant les références utiles à sa vérifiabilité et en les liant à la section « Notes et références ».
Espèce
Parent  A  de l'hybridation 
  Primula hirsuta 
×

Parent  B  de l'hybridation 
  Primula auricula 
Primula ×pubescens ou Primevère pubescente est une espèce de plantes à fleurs de la famille des Primulaceae. C'est un hybride de primevères issu du croisement de Primula hirsuta et Primula auricula. 

## Culture
Elle préfère les jardinières, supporte la grosse chaleur et le grand froid[réf. nécessaire].
Les méthodes de production d'hybrides interspécifiques chez les Primevères  suivent un schéma en quatre étapes : (1) émasculation, (2) pollinisation, (3) sauvetage et mise en culture d'embryons immatures et (4) confirmation de l'hybridité et du niveau de ploïdie des plantes régénérées. Bien que la plupart des espèces de Primula aient un système d'auto-incompatibilité hétéromorphe, une étape d'émasculation est généralement nécessaire pour éviter l'auto-pollinisation car l'auto-incompatibilité n'est pas toujours complète. À l'étape de la culture de sauvetage, l'ajout d'hormones végétales (gen. auxines, cytokinines et/ou gibbérellines) au milieu de culture s'avère efficace. L'hybridité des plantes est efficacement confirmée au stade plantule par analyse de l'ADN et par la comparaison des caractères morphologiques. L'analyse des teneurs relatives en ADN par cytométrie de flux est une technique simple et rapide pour confirmer l'hybridité et estimer le niveau de ploïdie et la combinaison génomique.